# 三木さんさんまつり
三木さんさんまつり（みきさんさんまつり）は、兵庫県三木市緑が丘町中で開催される祭りである。

## 概要
- 1992年に商店街の活性化のために前身の『みどりまつり』として開始され、地域住民の有志によって開催されている。当初は物産展が中心であったが1999年からはよさこいが催されることになり、更に2008年からは志染町青山のサティ三木店の駐車場にもステージを設けた。2009年からは隣接地の青山と自由が丘地域全体の賑わいを広めていく為に地元の住民らによる実行委員会が名称の変更を決断し、一般公募から選び『三木さんさんまつり』に改称した[5][2][4][6][2][7]。
- しかし、新型コロナウイルス感染症 (2019年)の感染症の影響により、2020年は開催中止、2021年もパフォーマンスとフリーマーケットへの参加者を募集したものの、SARSコロナウイルス2-オミクロン株の拡大の影響により2年連続中止、2022年も5月の段階で開催中止が決定したが、密の解消につながらないなど、コロナ感染予防対策が困難な状態にあることや、祭りの再開の機運が今一つ盛り上がらなかったことから、今後も当面、祭りの再開を断念し、事実上2019年の第28回をもって一旦終了とすることが発表された。関係者は「実行委員会のメンバーが替わったが、住民有志で28回も祭りを続けられたことは誇りに思う。よくここまでできたという達成感が大きい」と振り返っている[8] [9]

## 会場

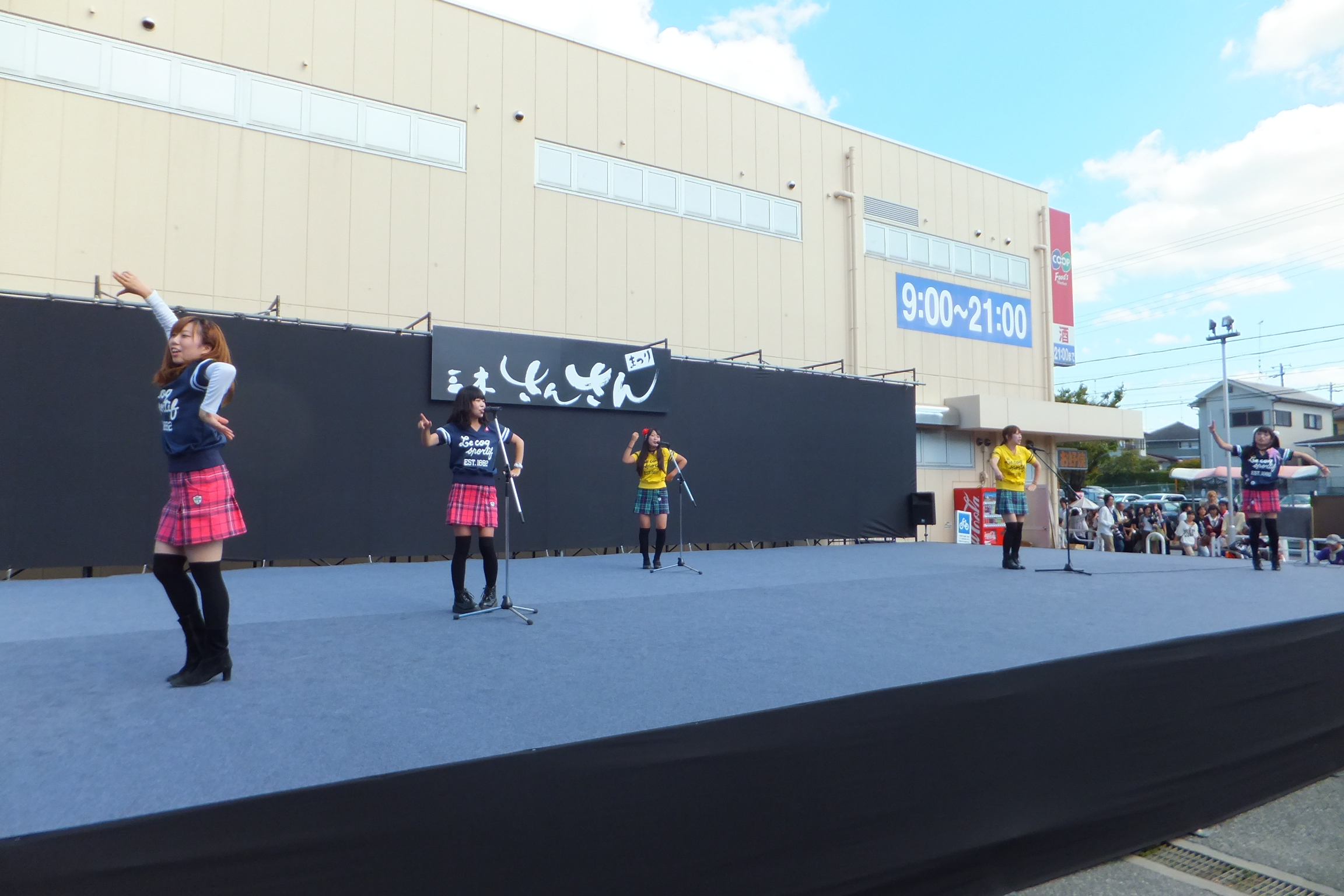
メインステージ

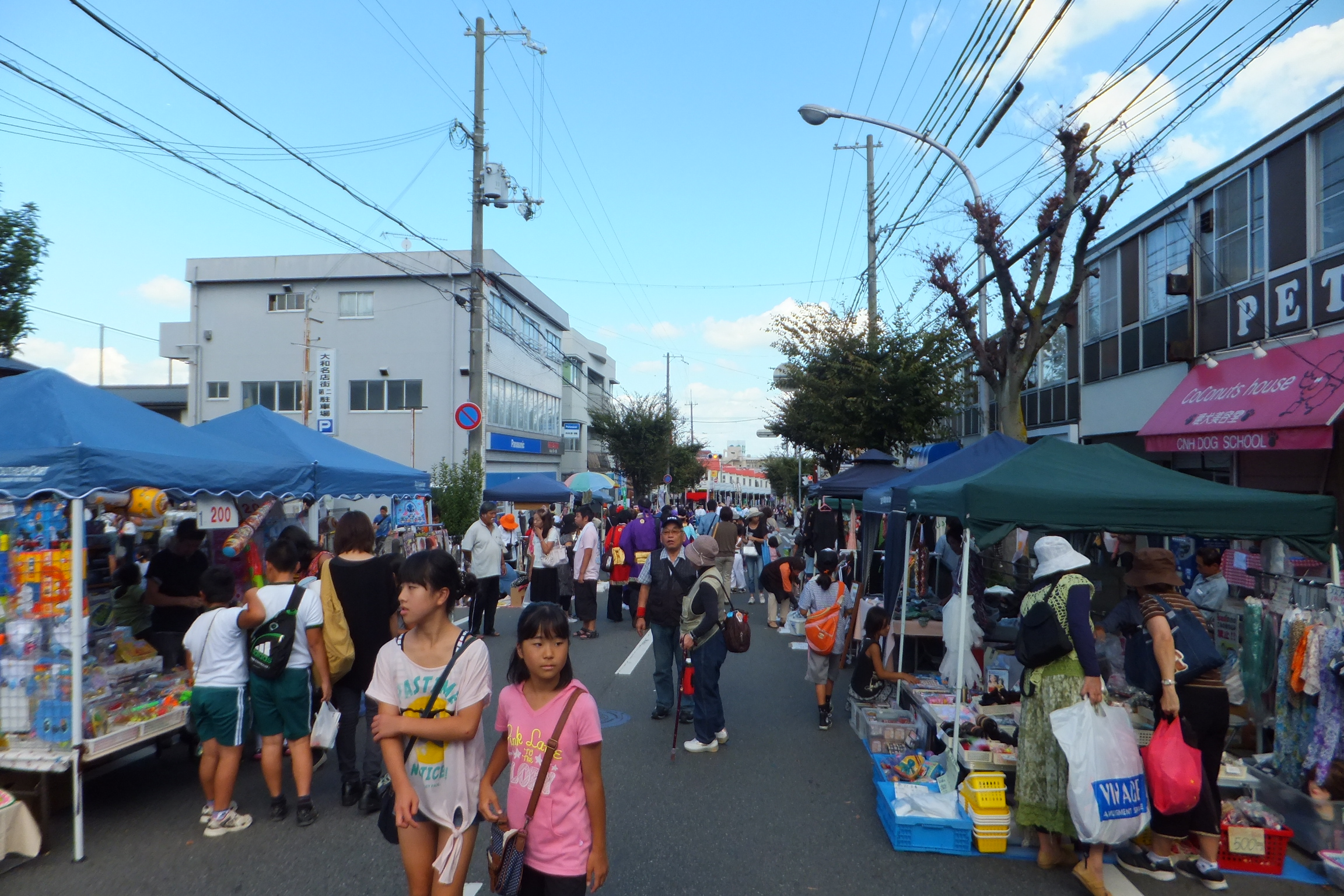
祭りを見物する観光客

### 開催場所
- 兵庫県三木市緑が丘町中1丁目にある三木市道である緑が丘中央幹線サンロード商店街・コープこうべ三木緑が丘店で開催されるが、2008年から2011年はサティ三木青山店（現:イオン三木青山店）も会場として開催された[10][2]。

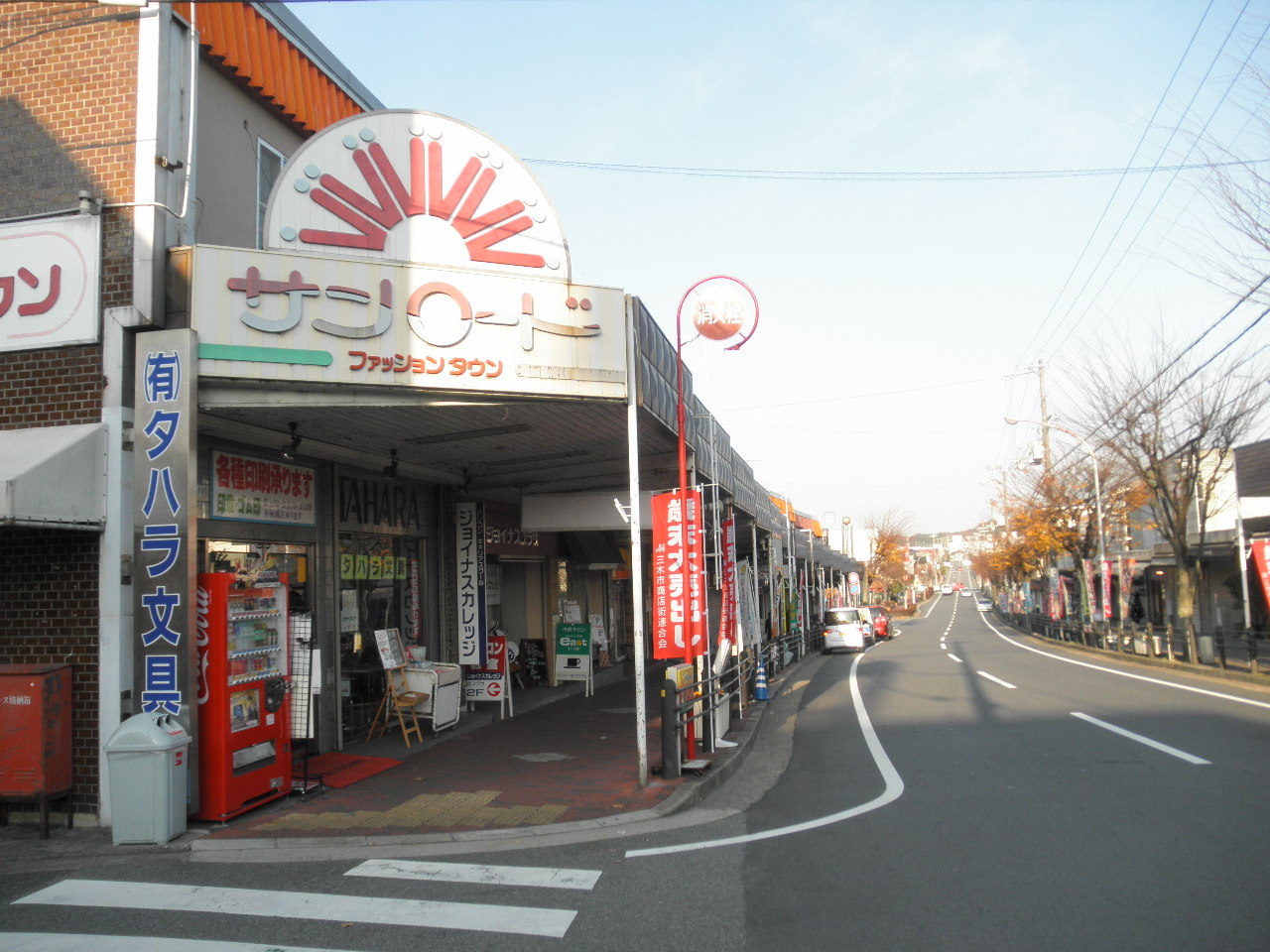
祭りの会場であるサンロード

### 出店
- 屋台・フリーマーケットが事前に出店者の募集によって決定される[3][1]。

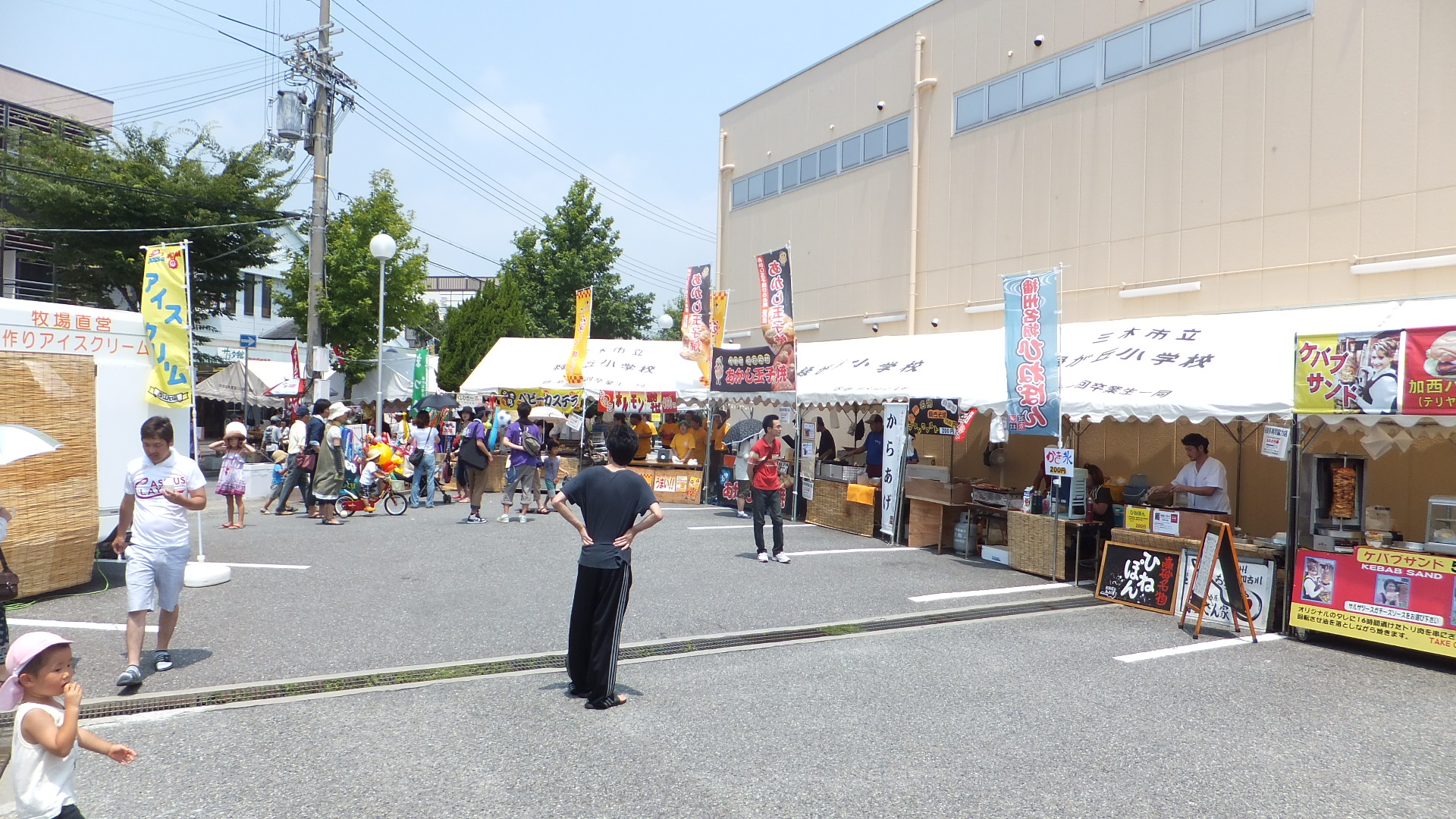
屋台
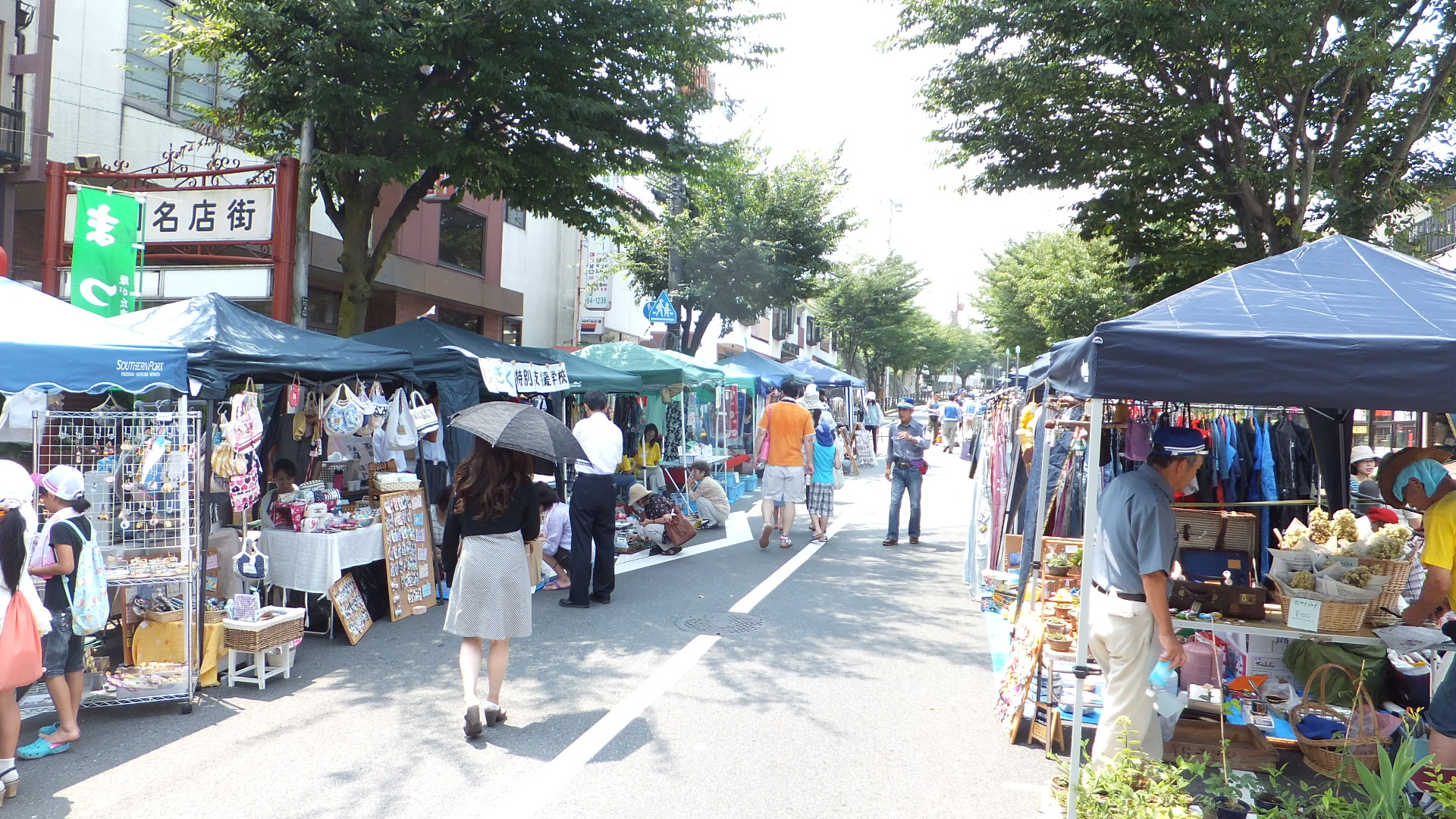
フリーマーケット

### 回数と開催日

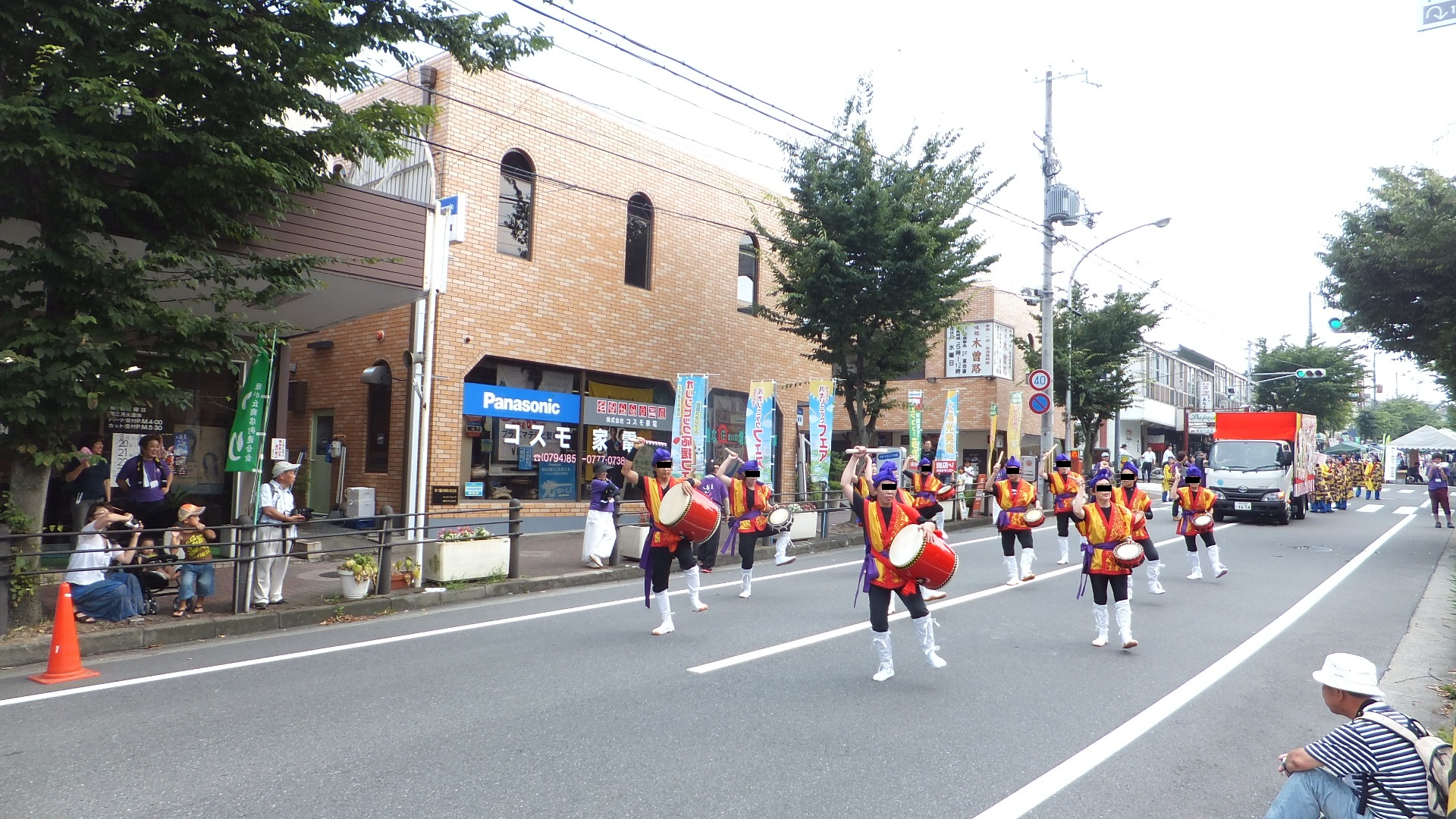
踊りを披露する人たち
2012年7月28日撮影

- 2009年は9月第4土曜日、2012年はみっきぃ夏祭り花火大会と同時開催するために7月に変更された[2][6]。2013年からは10月第1日曜日に開催する[11]。

| 回数 | 開催日        |
| ---- | ------------- |
| 1    | 1992年        |
| 2    | 1993年        |
| 3    | 1994年        |
| 4    | 1995年        |
| 5    | 1996年        |
| 6    | 1997年10月5日 |
| 7    | 1998年10月4日 |
| 8    | 1999年10月3日 |
| 9    | 2000年10月1日 |
| 10   | 2001年10月7日 |
| 11   | 2002年10月5日 |
| 12   | 2003年10月4日 |
| 13   | 2004年10月2日 |
| 14   | 2005年10月1日 |
| 15   | 2006年10月7日 |
| 16   | 2007年10月6日 |
| 17   | 2008年10月4日 |
| 18   | 2009年9月26日 |
| 19   | 2010年10月3日 |
| 20   | 2011年10月2日 |
| 21   | 2012年7月28日 |
| 23   | 2013年10月6日 |
| 24   | 2014年10月5日 |

## 沿革
- 1992年（平成4年） - 商店街の活性化のために第1回みどりまつりが開始される[4][6]。
- 1999年（平成11年） - 踊りが催される[4][6]。
- 2008年（平成20年）10月4日 - この年から志染町青山で開催される[10]。
- 2009年（平成21年）- 三木さんさんまつりに改称[4]。
- 2012年（平成24年）7月28日 - 花火大会が4年ぶりに復活するのを記念してみっきぃ夏祭り花火大会と同時開催する[2]。
- 2020年（令和2年）・2021年（令和3年） - 新型コロナウィルス蔓延により開催中止[9]
- 2022年（令和4年） - 5月の段階で3年連続開催中止となることが決まっていたが、その後も密の解消につながらないという理由で、2019年（平成31年・令和元年）の28回をもって当面再開を断念、事実上幕を閉じることが正式に発表された[9]。

## 交通

### 規制

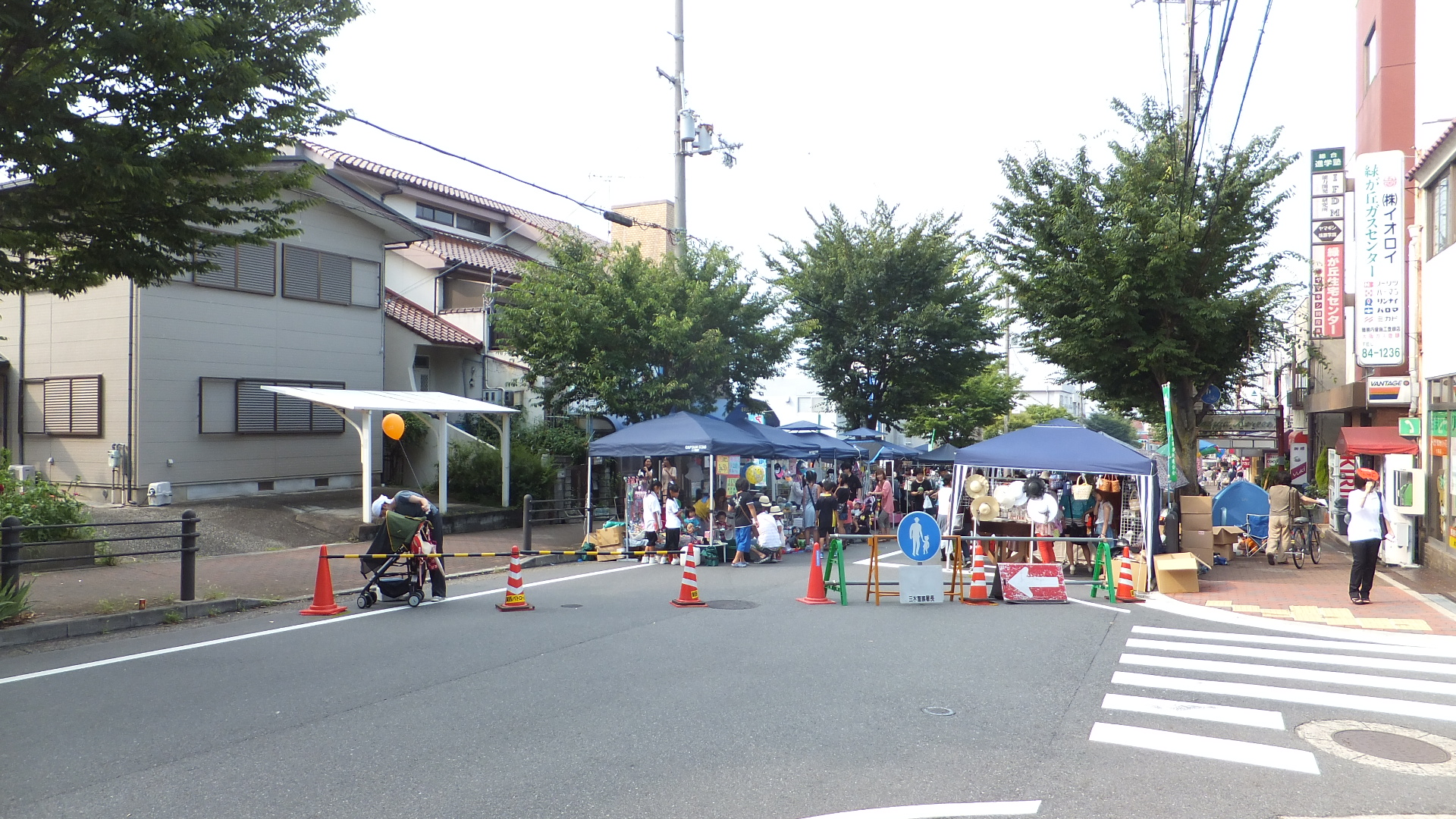
開催時間中は歩行者以外は通行止めにされる。

- 開催される日は三木緑が丘郵便局からコープこうべ三木緑が丘店まで歩行者以外を通行止めにし、そこを縦断している神姫バス恵比須快速線は通行止めの時間帯は迂回する[10][4]。

### アクセス
- 無料シャトルバスが運行される[10]。